# Équipe de France de football aux Jeux olympiques d'été de 2024
L'équipe de France olympique de football participe à son 14e tournoi de football aux Jeux olympiques lors de l'édition de 2024 qui se tient dans plusieurs stades en France. Comme le veut la tradition, le pays est représenté par son équipe espoirs (renommée U23 pour l'occasion), dirigée par Thierry Henry depuis 2023.

## Préparation de l'évènement

### Contexte
Le tournoi se dispute dans le cadre des Jeux olympiques en France, une première depuis 1924. Excepté la médaille d'or remportée en 1984, l'équipe de France n'a jamais vraiment brillé dans cette compétition en treize participations. Elle reste sur un cuisant échec trois ans plus tôt, à Tokyo au Japon, où les Bleus ont été éliminés au premier tour avec une seule victoire en trois matchs. Le sélectionneur de l'époque, Sylvain Ripoll, avait dû faire face au refus de certains clubs de libérer leurs joueurs pour la sélection, donnant ainsi un effectif moins compétitif.  
Le 31 juillet 2023, Sylvain Ripoll (en poste depuis 2017) est démis de ses fonctions après l'élimination de l'équipe de France dès les quarts de finale de l'Euro espoirs par l'Ukraine (défaite 3-1). Alors qu'elle était désignée comme favorite, cette contre-performance conduit la Fédération française de football à le remplacer par Thierry Henry. 
Face aux médias, le président de la FFF, Philippe Diallo, justifie alors cette nomination : « Thierry Henry est l’incarnation parfaite de ce que nous cherchions dans la perspective d’un évènement qui n’arrive qu’une seule fois par siècle » et fixe l'objectif de « monter sur le podium ». Le nouveau sélectionneur se veut lui plus ambitieux et dit viser « la médaille d'or ». Philippe Diallo déclare également qu'il pense réussir à convaincre les clubs de libérer des joueurs pour le tournoi olympique, contrairement à l'édition précédente. 

### Qualification
Qualifiée directement en tant que pays hôte, l'équipe de France est placée automatiquement dans le groupe A. Le tournoi est disputé par seize pays, répartis dans quatre groupes de quatre équipes. Seuls les deux premiers se qualifient pour les quarts-de-finale qui se jouent à élimination directe. Organisé du 24 juillet au 9 août 2024 dans sept stades différents, le tournoi de football a la particularité d'être l'une des rares disciplines olympiques à débuter avant la cérémonie d'ouverture de l'évènement et sur plusieurs sites simultanément.
À l'occasion du tirage au sort effectué le 20 mars, l'équipe de France hérite des États-Unis, de la Nouvelle-Zélande et d'un troisième adversaire encore indéfini (Vainqueur du barrage AFC / CAF) dans son groupe. Les médias qualifient ce tirage de « clément » ou « favorable ».

### Matchs de préparation
| Match amical         | France                      | 3 - 2   | Côte d'Ivoire          |                                                                                 |                                                                                 |
| 22 mars 2024 21 h 00 | 38e, 84e Doué · 72e Odobert | (1 - 0) | 47e Traoré · 49e Bamba | Stade Gaston-Petit, Châteauroux Spectateurs : 8 221 Arbitrage : Vassilis Fotias | Stade Gaston-Petit, Châteauroux Spectateurs : 8 221 Arbitrage : Vassilis Fotias |
| 22 mars 2024 21 h 00 | Rapport                     |         |                        | Stade Gaston-Petit, Châteauroux Spectateurs : 8 221 Arbitrage : Vassilis Fotias | Stade Gaston-Petit, Châteauroux Spectateurs : 8 221 Arbitrage : Vassilis Fotias |

| Match amical         | France                      | 2 - 2   | États-Unis          |                                                                                         |                                                                                         |
| 25 mars 2024 21 h 00 | 27e Kalimuendo · 89e Cowell | (1 - 0) | 86e Yow · 79e Diouf | Stade Auguste-Bonal, Montbéliard Spectateurs : 12 475 Arbitrage : Juan Martinez Munuera | Stade Auguste-Bonal, Montbéliard Spectateurs : 12 475 Arbitrage : Juan Martinez Munuera |
| 25 mars 2024 21 h 00 | Rapport                     |         |                     | Stade Auguste-Bonal, Montbéliard Spectateurs : 12 475 Arbitrage : Juan Martinez Munuera | Stade Auguste-Bonal, Montbéliard Spectateurs : 12 475 Arbitrage : Juan Martinez Munuera |

| Match amical         | France                                                                                          | 4 - 1   | Paraguay        |                             |                             |
| 4 juillet 2024 21h15 | Jean-Philippe Mateta 45e Jean-Philippe Mateta 51e (pen.) Rayan Cherki 72e Arnaud Kalimuendo 86e | (1 - 1) | Juan Salcedo 3e | stade Jean-Dauger (Bayonne) | stade Jean-Dauger (Bayonne) |

| Match amical          | France | 7 - 0   | République Dominicaine |                       |                       |
| 11 juillet 2024 21h15 |        | (2 - 0) |                        | Stade Mayol, (Toulon) | Stade Mayol, (Toulon) |

| Match amical          | France | 1 - 1 | Japon |                       |                       |
| 17 juillet 2024 21h05 |        |       |       | Stade Mayol, (Toulon) | Stade Mayol, (Toulon) |

## Encadrement

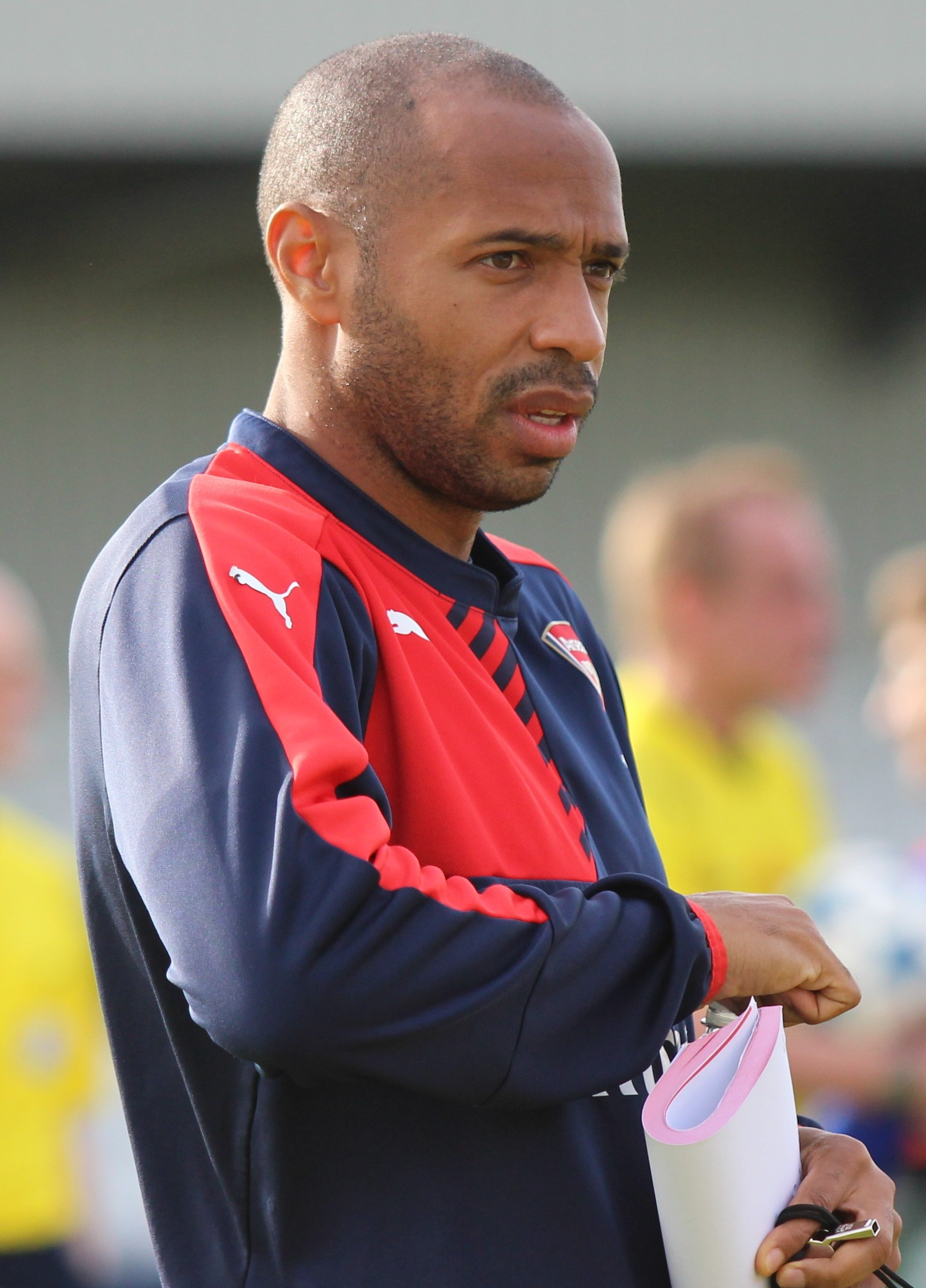
Thierry Henry est le sélectionneur de l'équipe de France espoirs depuis 2023.

Le staff de l'équipe de France espoirs (et donc olympique) est composé de plusieurs membres dont la plupart sont des anciens joueurs professionnels. Le sélectionneur, Thierry Henry, est le plus illustre d'entre eux. Sacré champion du monde en 1998 et champion d'Europe en 2000 avec l'équipe nationale, l'attaquant a également remporté de nombreux titres en Angleterre avec Arsenal et en Espagne au FC Barcelone. Son efficacité (plus de 400 buts en carrière), ses qualités physiques et techniques et son palmarès le placent ainsi parmi les plus grands joueurs de l'histoire selon de nombreux observateurs. Reconverti en tant qu'entraîneur depuis 2018, ses passages à l'AS Monaco, l'Impact Montréal et en sélection de Belgique (comme adjoint) ont été mitigés et conclus sans titres. Depuis sa retraite de joueur, il est également consultant pour plusieurs chaînes de télévision.
Parmi ses adjoints, Thierry Henry compte Gaël Clichy, l'un de ses anciens coéquipiers à Arsenal et en équipe de France. Comme son compatriote, l'ex-défenseur latéral a connu un grand succès en Angleterre d'abord avec le club londonien puis à Manchester City avant d'achever sa carrière en Turquie et en Suisse. Fraîchement retraité, il s'agit de son premier poste dans un staff professionnel. L'autre entraîneur adjoint est Gérald Baticle qui, malgré une carrière de joueur plus modeste que ses deux collègues, dispose d'une solide expérience dans le monde professionnel. Il a dirigé les équipes du Stade brestois, du SCO Angers et fait partie du staff de plusieurs entraîneurs de l'Olympique lyonnais. Enfin, l'entraîneur des gardiens est Jérémie Janot qui a passé la majeure partie de sa carrière à l'AS Saint-Étienne où il est considéré comme l'un des meilleurs portiers de l'histoire du club. 
Pour compléter ce trio, Thierry Henry s'est entouré d'Alan Berrou comme préparateur physique. Le jeune technicien (30 ans) a exercé à Angers et vient du monde de la boxe. Quant au staff médical, il est composé de Pascal Maille (médecin), Nicolas Besnard, Julien Chaillet et François Planque (kinésithérapeutes). Les autres fonctions sont assurées par Corentin Trecant (intendant), Bastien Geray (responsable équipements), Mickaël Le Foll (responsable vidéo), Germain Rezé (journaliste reporter d'images), Mickaël Buzaré (team manager) et Yann Perrin (responsable médias). Le chef de la délégation est Pierre Leresteux.

## Effectif
Autrefois réservé aux amateurs, seuls les joueurs de moins de 23 ans (soit nés après le 1er janvier 2001) peuvent désormais prendre part au tournoi olympique pour les équipes masculines (à l'exception de trois d'entre eux depuis 1996) selon les règles du Comité international olympique. Toutefois, la compétition ne figure pas dans les dates du calendrier FIFA contrairement à la Coupe du monde ou au Championnat d'Europe. Les clubs n'ont donc pas l'obligation de libérer leurs joueurs et font l'objet de négociations avec le staff de l'équipe de France U23.
Le 3 juin, Thierry Henry annonce une première liste de 25 joueurs, qualifiée de « la moins virtuelle possible » car elle « peut évoluer jusqu'au 3 juillet », date butoir pour l'entraîneur français. Parmi les sélectionnés, les médias relèvent  notamment la présence d’Alexandre Lacazette (plus vu en Bleu depuis 2017).

## Compétition

### Premier tour
| 24 juillet 2024 | France                                                                | 3 - 0   | États-Unis  | Stade de Marseille, Marseille                                                  |                                                                                |
| 21h00 UTC+2     | (Olise ) Lacazette 61e · (Lacazette ) Olise 69e · (Chotard ) Badé 85e | (0 - 0) |             | Spectateurs : 48 721 Diffuseur : France 2 et Eurosport Arbitrage : Yael Falcón | Spectateurs : 48 721 Diffuseur : France 2 et Eurosport Arbitrage : Yael Falcón |
| 21h00 UTC+2     | Sildillia 17e                                                         | Rapport | 37e Paredes | Spectateurs : 48 721 Diffuseur : France 2 et Eurosport Arbitrage : Yael Falcón | Spectateurs : 48 721 Diffuseur : France 2 et Eurosport Arbitrage : Yael Falcón |

| 27 juillet 2024 | France                     | 1 - 0   | Guinée    | Stade de Nice, Nice         |                             |
| 21h00 UTC+2     | ( Olise) Sildillia 76e     | (0 - 0) |           | Arbitrage : Ilgiz Tantashev | Arbitrage : Ilgiz Tantashev |
| 21h00 UTC+2     | Badé 45+9e · Lacazette 49e | Rapport | 74e Keïta | Arbitrage : Ilgiz Tantashev | Arbitrage : Ilgiz Tantashev |

| 30 juillet 2024 | Nouvelle-Zélande | 0 - 3   | France                                 | Stade de Marseille, Marseille                 |                                               |
| 19h00 UTC+2     |                  | (0 - 1) | 19e Mateta · 71e Doué · 74e Kalimuendo | Spectateurs : ? Arbitrage : Katia García (en) | Spectateurs : ? Arbitrage : Katia García (en) |
| 19h00 UTC+2     | Kelly-Heald 63e  | Rapport |                                        | Spectateurs : ? Arbitrage : Katia García (en) | Spectateurs : ? Arbitrage : Katia García (en) |